# NK Seljak Vidoši
NK Seljak Vidoši je hrv. bosanskohercegovački nogometni klub iz sela Vidoša kod Livna.
Ranije su se natjecali u Međužupanijskoj ligi HNŽ i ZHŽ.
Osnovan je 1979. godine. Službene utakmice odigravali su na stadionu u Lopaticama.